# حزب الإصلاح والتنمية (ليبيا)
حزب الإصلاح والتنمية هو حزب سياسي في ليبيا، تأسس في 10 يناير 2012 في بنغازي. وهو حزب إسلامي ينادي بمبادئ الشريعة الإسلامية. يقوده خالد الورشفاني، العضو السابق في جماعة الإخوان المسلمين.